# Kim Hye-ja
Kim Hye-ja (* 25. Oktober 1941 in Seoul, Chōsen) ist eine südkoreanische Schauspielerin. Sie erlangte weltweite Anerkennung für ihre Rolle in Bong Joon-hos Mother (2009), für den sie 2010 mit dem Asian Film Award als beste Schauspielerin ausgezeichnet wurde.

## Leben
Kim wurde 1941 während des Zweiten Weltkriegs, als Korea unter japanischer Herrschaft stand, in Gyeongseong (heute Seoul), geboren. Sie studierte an der Ewha Womans University, verließ diese allerdings im zweiten Jahr, um eine Schauspielkarriere anzustreben. Sie begann ihre Karriere 1963 und spielte seitdem in über 90 Fernsehserien mit, darunter I Sell Happiness (1978), Sand Castle (1988), Winter Mist (1989), What Is Love? (1991), My Mother’s Sea (1993), You and I (1997) und Roses and Beansprouts (1999). Insbesondere durch die MBC-Serie Country Diaries (전원일기 Jeonwon Ilgi, 1980 bis 2002), in der sie über 22 Jahre lang mitspielte, erlangte sie Bekanntheit und erlangte den Ruf der bedingungslos liebenden, aufopferungsvollen Mutter. In den Medien wird sie auch als „Koreas Mutter“ betitelt. Über den Zeitraum der Ausstrahlung warb sie außerdem für das Lebensmittelunternehmen Cheil Jedang, von 1975 bis 2002. Weiterhin trat sie auch im Theater auf.
1981 gab sie ihr Filmdebüt in Late Autumn, wofür sie 1983 als beste Schauspielerin auf dem Manila International Film Festival ausgezeichnet wurde. Dennoch blieb sie vorwiegend beim Fernsehen. Sie hält den Rekord für die meisten Daesangs (‚Großer Preis‘) bei den MBC Drama Awards, den sie dreimal gewann: 1988, 1992 und 1999. Außerdem ist sie die einzige Schauspielerin, die viermal den Daesang der Baeksang Arts Awards erhielt: 1979, 1989, 2009 und 2019.
2009 spielte sie die Hauptrolle in Bong Joon-hos Film Mother. Dieser sagte, er bewundere Kim und hielt Kim als ausgezeichnet für die Rolle der Mutter aufgrund ihres Images. Er wollte durch sie die Doppelseitigkeit des Mutterseins zum Ausdruck bringen. Es sollte allerdings Jahre dauern, bis er sie zu der Rolle überreden konnte. Bong sagte, er hätte den Film ohne sie nicht gedreht. Der Film handelt von einer alleinerziehenden Mutter, die ihren geistig behinderten Sohn über alles liebt, und versucht seine Unschuld in einem Mordfall zu beweisen. Der Film erhielt großen Zuspruch durch Filmkritiker und wurde vielfach ausgezeichnet. Kim wurde als erste koreanische Schauspielerin mit dem Preis für die beste Darstellerin der Los Angeles Film Critics Association bedacht.
Sie ist verheiratet und hat einen Sohn und eine Tochter.

## Filmografie

### Filme
- 1981: Late Autumn (만추 Manchu)
- 1999: Mayonnaise (마요네즈)
- 2009: Mother (마더)
- 2014: How to Steal a Dog (개를 훔치는 완벽한 방법)
- 2017: The Way (길 Gil)

### Fernsehserien (Auswahl)
- 1969: Frog Husband (개구리 남편 Gaeguri Nampyeon)
- 1980–2002: Country Diaries
- 1986: First Love
- 1997: You and I
- 1999: Roses and Bean Sprouts
- 2002: Since We Met
- 2005: Smile of Spring Day
- 2006: Goong (궁)
- 2008: Mom’s Dead Upset (엄마가 뿔났다)
- 2011: I Live in Cheongdam-dong (청담동 살아요)
- 2015: Unkind Ladies (착하지 않은 여자들)
- 2016: Dear My Friends (디어 마이 프렌즈)
- 2019: The Light in Your Eyes (눈이 부시게)